# Hôtel de Blangy (Valognes)
L'hôtel de Blangy est un hôtel particulier, de la fin du XVIIe siècle ou du début du XVIIIe, qui se dresse sur le territoire de la commune française de Valognes, dans le nord du département de la Manche, en région Normandie. L'édifice est inscrit au titre des monuments historiques.

## Localisation
L'hôtel est situé aux nos 53-55 rue de Poterie, à Valognes, dans le département français de la Manche.

## Historique
Le premier édifice est bâti à l'initiative d'Antoine Le Conte de Soigneuze à la fin du XVIIe siècle. La construction est revendue dès 1706 à Joseph de Sainte-Mère-Église qui achète des terrains adjacents. L'hôtel est étendu côté rue de la Poterie à l'initiative de Charles de Sainte-Mère-Église car la charpente porte la date 1743.
L'hôtel est vendu en 1764 à  Marie Catherine de Hennot d'Arreville. Louis René de Crosville achète une nouvelle parcelle adjacente et poursuit l'édification du complexe, l'aile sud.
Au début du XIXe siècle, l'hôtel est la propriété de Sophie de Hennot, épouse du vicomte Maximilien de Blangy qui y héberge Charles-Ferdinand d'Artois, duc de Berry, en avril 1814.

## Description
L'hôtel qui date de la seconde partie du XVIIIe siècle est haut d'un étage sur rez-de-chaussée. Les combles sont munis de lucarnes. Les ailes nord et sud possèdent un corps central en légère saillie surmonté d'un fronton triangulaire. L'aile sur la rue de la Poterie est très sobre, presque aveugle.
Le jardin en terrasse bordé d'une balustrade classique et d'un décor de chaînes en bossage, surplombe la cour pavée avec un bassin de pierre.

## Protection
L'hôtel avec ses décors intérieurs, ainsi que la cour et le jardin avec son mur de soutènement et ses murs de clôture sont inscrits au titre des monuments historiques par arrêté du 6 septembre 1993.